# 盘鲍螺
盘鲍螺（学名：Haliotis discus）是原始腹足目鲍螺科鲍螺属的一种。主要分布于中国大陆、台湾，常栖息在潮间带岩礁区、潮下带水深2-5米左右。

## 外部連結
- 石決明 Shijueming （页面存档备份，存于） 中藥材圖像數據庫 (香港浸會大學中醫藥學院)